# Светислав Милић
Светислав Милић (рођен 1921. године у селу Вражогрнцу надомак Зајечара) је пионир екологије Источне Србије. 
О његовом животу и раду на заштити животне средине снимљено је и више документарних филмова (РТС) од којих је један под називом Пуста оста земља првокласна редитеља Душана Војводића и награђен специјалном наградом ОУН. Његов унук Оливер Јовановић је 2002. године објавио о њему књигу Моја борба а 2005. године и њено мултимедијално издање. 
Светислав Милић је био и оснивач и дугогодишњи председник једне еколошке невладине организације која и даље постоји и активно се залаже за заштиту животне средине. Преминуо је 2005. године. Његов син је песник и преводилац Зоран Милић (1940-2007) а унук писац и сликар Оливер Јовановић (1967)